# داريل دوكنز
داريل دوكنز (بالإنجليزية: Darryl Dawkins)‏ مواليد 11 يناير 1957 في أورلاندو - الوفاة 27 أغسطس 2015، كان لاعب كرة سلة أمريكي تحول إلى التدريب بعد الاعتزال بدأ مسيرته الاحترافية في سنة 1975 وحمل الرقم 53 و45 و50. بلغ طوله 6 قدم 11 بوصة (2.1 م). اعتزل اللعب في 2000.

## فرق لعب لها
- فيلادلفيا سفنتي سيكسرز
- بروكلين نتس
- يوتاه جاز
- ديترويت بيستونز
- أولمبيا ميلانو
- هارلم غلوبتروترز

## روابط خارجية
- داريل دوكنز على موقع إن بي أي (الإنجليزية)
- داريل دوكنز على موقع سبورتس رفرنس (الإنجليزية)
- داريل دوكنز على موقع ريلجم (الإنجليزية)
- داريل دوكنز على موقع بروبوليرز (الإنجليزية)
- داريل دوكنز على موقع قاعدة بيانات المصارعة على الإنترنت (الإنجليزية)
- داريل دوكنز على موقع قاعة فلوريدا للمشاهير الرياضية (الإنجليزية)